# Edward Phillips Oppenheim
Edward Phillips Oppenheim (Londres, 22 de octubre de 1866 - Saint Peter Port, Guernesey, 3 de febrero de 1946) fue un novelista británico especializado en la literatura de intriga, bien de género policiaco o de espías.

## Biografía
Hijo de un modesto comerciante judío de cuero, inició estudios en Leicester, pero tuvo que abandonarlos para ayudar a librar de la bancarrota a la empresa familiar. Se aficionó muy pronto a la escritura narrativa en los intervalos que le permitía su dedicación al negocio paterno; empero, su padre financió su primera publicación, Expiación (1887), que alcanzó éxito, si bien tuvo que interrumpir la redacción de una segunda novela que no llegó a aparecer hasta 1895, porque debía representar a la empresa familiar en Europa y luego en América. En 1900 un rico mecenas estadounidense, Julius Stevens Ulman, al que le entusiasmaba su obra, le consiguió la independencia económica que necesitaba para poder consagrarse a escribir sin tener que atender el negocio familiar.
Entre 1908 y 1912, bajo el seudónimo «Anthony Partridge», publicó cinco novelas y rápidamente encontró una fórmula narrativa para escribir novelas policiacas y de espionaje con éxito y consolidar una reputación: ya en 1913, John Buchan, al iniciar su carrera como novelista de thrillers, lo llamaba «mi maestro en la ficción» y «el mejor escritor judío desde Isaías». Sus novelas se reimprimían ante la gran demanda y llegó a lo largo de su carrera a publicar un centenar de títulos.
En 1892 se casó con la estadounidense Elise Clara Hopkins, de Easthampton, Massachusetts. Vivieron en Evington (Leicestershire) hasta la Primera Guerra Mundial y tuvieron una hija. Durante esa guerra trabajó para el Ministerio de Información. El éxito literario de Oppenheim le permitió comprar una villa en la Riviera francesa y un yate, y después una casa en Guernsey, aunque perdió la propiedad durante la Segunda Guerra Mundial y la recuperó después. Murió allí el 3 de febrero de 1946, y en ese mismo año le siguió su esposa el 25 de noviembre.

## Obra
Describió su método en 1922: «Creo un personaje más o menos interesante, trato de pensar en una situación dramática en la que él o ella podrían verse inmersos y la uso como apertura de una nebulosa cadena de eventos». Nunca usó un plan: «Mis personajes se resentirían». Cuando necesitaba villanos para sus intrigas diplomáticas y políticas, recurría a los militares y anarquistas prusianos. Por lo general, sus personajes son británicos glamourosos que se mueven con elegancia por la mejor sociedad. Emplea tramas densas, por las que circulan femmes fatales y agentes dobles; se trata de una literatura escapista de intrigas internacionales, romances y lujosa sociedad, con una narración de tempo rápido y suspense. Aporta al género una cierta elegancia y distinción. Su mejor trabajo es La gran suplantación (The Great Impersonation, 1920), que fue adaptada en tres ocasiones al cine. Además de novelas, también publicó colecciones de relatos, artículos y piezas teatrales, así como una interesante autobiografía, The Pool of Memory (1942), con un curioso capítulo sobre un viaje a España con su mujer inmediatamente después de la Guerra Civil:

Visité un par de cafés y miré a los transeúntes en las calles. Había hecho una visita previa a Madrid en los días de mi juventud, y lo que veía ahora simplemente me sorprendió. La alegría de los cafés, el resplandor de las calles, el paseo casi arrogante de los hombres guapos, el desafío a los ojos de muchas de las mujeres que recordaba haber notado en los restaurantes o transeúntes en la calle, parecían haber desaparecido por completo. «¿Qué le pasa a España?», me encontré preguntándome. Me hice esta pregunta una docena de veces durante mi reciente viaje desde Barcelona, y todavía no encontré respuesta. La España de la que he traído a casa recuerdos tan tristes es un país desconocido.

Escritor fecundo (en algún año llegó a publicar cinco obras), su bibliografía sobrepasa los 150 títulos, y antes de 1930 se hicieron más de treinta adaptaciones cinematográficas de sus novelas.